# Curzay-sur-Vonne
Curzay-sur-Vonne is een gemeente in het Franse departement Vienne (regio Nouvelle-Aquitaine) en telt 458 inwoners (2004). De plaats maakt deel uit van het arrondissement Poitiers.

## Geografie
De oppervlakte van Curzay-sur-Vonne bedraagt 16,4 km², de bevolkingsdichtheid is 27,9 inwoners per km².
De onderstaande kaart toont de ligging van Curzay-sur-Vonne met de belangrijkste infrastructuur en aangrenzende gemeenten.

## Demografie
Onderstaande figuur toont het verloop van het inwonertal (bron: INSEE-tellingen).